# Камфорник кущиковий

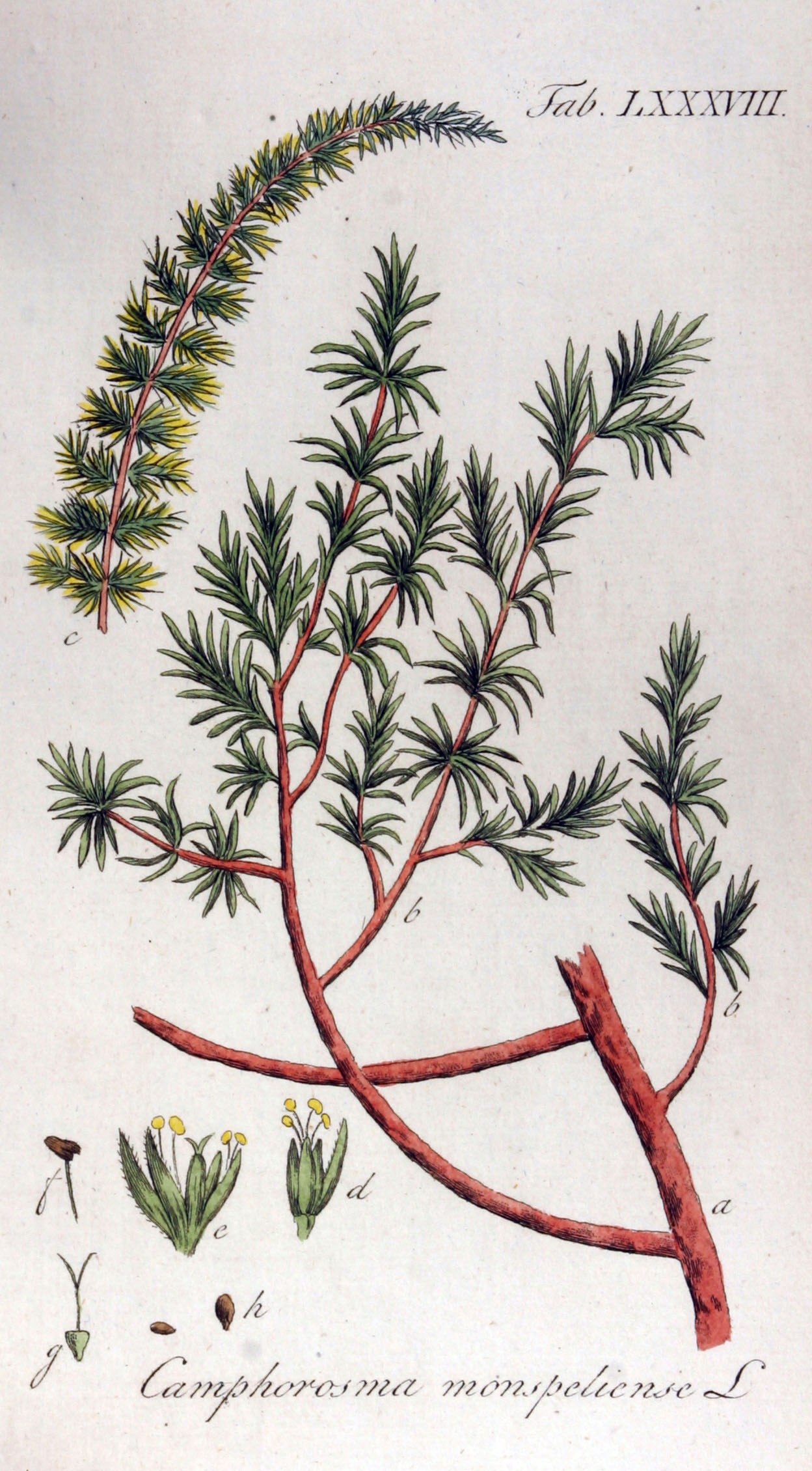
Camphorosma monspeliaca

Камфорник кущиковий, камфоросома монпелійська (лат. Camphorosma monspeliaca L.; синоніми: Camphorosoma nestensis Turrill,Camphorosoma ruthenica M. Bieb.) — напівкущова, з камфорним запахом рослина родини лободових, заввишки 10—50 см. 

## Опис
Утворює густу дернинку, з якої виходять однорічні білуваті або білоповстисті квітконосні пагони, розгалужені тільки в суцвітті. 
Листки чергові, ниткоподібно-шилоподібні, кілюваті, волосисті, згодом майже голі. Квітки дрібні, двостатеві, одиничні, в пазухах приквіткових листків, утворюють густе колосоподібне суцвіття. 
Оцвітина проста, овальна, чотирилиста, 3—3,5 мм завдовжки, густоволосиста; два бокові її зубці зелені, середні зубці — плівчасті. 
Плід — нерозкривний, з плівчастим оплоднем; насінина вертикальна, видовженоовальна, з розсіяними залозками. Цвіте у липні — вересні.

## Поширення
Камфоросма монпелійська росте в Донецькому Лісостепу і в Степу, в Криму, особливо на Південному узбережжі; трапляється на південних степах на солонцях, особливо на піскових та щебенистих схилах. 

## Сировина
Для виготовлення ліків використовують траву, яку збирають під час цвітіння рослини. Сушать у затінку на вільному повітрі або в приміщенні з доброю вентиляцією. Рослина неофіцинальна. 

## Хімічний склад
Надземна частина рослини містить 0,2 % ефірної олії з запахом гіркого мигдалю. 

## Фармакологічні властивості і використання
Камфоросма монпелійська має збуджуючі, потогінні та діуретичні властивості. У народній медицині настій трави камфоросми приймають усередину при нервових захворюваннях, коклюші, хронічному нежиті, простудних захворюваннях та водянці, при відсутності менструацій; місцево — для гоєння ран. Припарки з трави застосовують як засіб, що сприяє розсмоктуванню пухлин. 